# Battaglia di Dunbar (1296)
La battaglia di Dunbar è stata la prima grande battaglia nelle guerre di indipendenza scozzesi. Re Edoardo I d'Inghilterra invase la Scozia nel 1296 per punire John Balliol per essersi rifiutato di supportare le azioni militari inglesi in Francia.

## Battaglia
Ci sono poche prove che testimoniano che Dunbar fosse stata qualcosa tranne che un'azione fra due corpi di fanteria che si scontrano. Le forze di Surrey sembra che fossero composte per un quarto da cavalleria inglese; le forze scozzesi erano probabilmente per la maggior parte composte da cavalleria. Le due forze si scontrarono il 27 aprile. Gli scozzesi occuparono una posizione su una collinetta a ovest. Per venire a contatto con la cavalleria di Surrey dovettero attraversare un burrone. Gli scozzesi vennero ingannati dagli inglesi che stavano lasciando il campo, così abbandonarono la loro posizione e si lanciarono giù dalla collina in modo disordinato per caricare gli inglesi apparentemente in rotta, solo che le forze di Surrey si stavano riorganizzando a Spottsmuir e stavano avanzando in ordine perfetto.
Gli inglesi con una sola carica travolsero la disorganizzata armata scozzese. L'azione fu breve e probabilmente non molto pesante, poiché l'unica grave perdita fu un cavaliere secondario di Lothian, sir Patrick Graham; comunque circa 100 signori, cavalieri e fanti scozzesi furono presi prigionieri. Una fonte inglese dice che oltre diecimila scozzesi morirono nella battaglia di Dunbar, i superstiti fuggirono verso ovest nella sicura foresta di Selkirk. Il giorno seguente re Edoardo comparve di persona nel castello di Dunbar ormai arreso. Furono presi alcuni prigionieri importanti, fra cui i tre conti di Atholl, Ross e Mentieth-insieme con 130 cavalieri e altri nobili. Tutti furono poi imprigionati in Inghilterra.

## Conseguenze
La battaglia di Dunbar segnò effettivamente la fine della ribellione del 1296. L'allora High Steward of Scotland si arrese consegnando l'importante fortezza di Roxburgh senza tentare nemmeno di difenderla; ed altri seguirono rapidamente il suo esempio. Solamente il castello di Edimburgo riuscì a resistere per circa una settimana contro l'assedio degli inglesi. John Balliol si arrese ed il 2 luglio nel castello di Kincardine confessò pubblicamente il proprio status di ribelle e chiese di essere perdonato.